# Korea Północna na Letnich Igrzyskach Paraolimpijskich 2012
Koreę Północną na Letnich Igrzyskach Paraolimpijskich 2012 w Londynie reprezentował 1 zawodnik w 1 konkurencji.
Dla reprezentacji Korei Północnej występ na Letnich Igrzyskach Paraolimpijskich 2012 w Londynie był debiutem w imprezie sportowej tej rangi.

## Kadra

### Pływanie
Mężczyźni
| Zawodnik    | Konkurencja         | Kwalifikacje | Kwalifikacje | Finał                  | Finał                  |
| Zawodnik    | Konkurencja         | Czas         | Poz.         | Czas                   | Poz.                   |
| ----------- | ------------------- | ------------ | ------------ | ---------------------- | ---------------------- |
| Rim Ju Song | 50m st. dowolnym S6 | 47.87        | 17.          | Nie zakwalifikował się | Nie zakwalifikował się |